# 方光琛
方光琛（?—1681年），字廷獻。清朝政治人物。
明朝礼部尚书方一藻之子。曾與吴三桂締盟為忘形交。早年為歙县廩生，善谋略。已中式舉人，因順治辛丑奏銷案無端被罷黜，亡命至雲南，入吴三桂幕。吴世璠败亡，光琛束手就擒，被凌遲於市。